# Sory Kaba
Sory Kaba (født 10. april 1995) er en guineansk professionel fodboldspiller, der spiller som angriber for Las Palmas og Guineas landshold.

## Klubkarriere
Kaba er født i Conakry og flyttede til Spanien i en tidlig alder og sluttede sig til Alcobenda's CFs ungdomstrup i september 2012. Han fik sin seniordebut i sæsonen 2013-14 og hjalp med deres oprykning til Tercera División.
Den 29. januar 2016 sluttede Kaba sig til Elche CF, og blev tildelt reserverne også i fjerde lag. Den 13. maj året efter fik han sin førsteholdsdebut, da han kom ind som udskifter i anden halvleg mod CD Mirandés.
Kaba scorede sit første professionelle mål den 28. maj 2017, hvor han udlignede i en 1-1 hjemmekamp mod CF Reus Deportiu. Den 29. juli, efter at lidte med nedrykning, forlængede han sin kontrakt med tre år og blev definitivt forfremmet til førsteholdet.
Den 31. januar 2019, den sidste dag i vintertransfervinduet 2018-19, underskrev Kaba med Ligue 1-klubben Dijon FCO efter at have aftalt en 4½-årig kontrakt. Klubben betalte et transfergebyr på €4 millioner til Elche, hvilket udløste en frigivelsesklausul.
Den 5. juli 2019 meddelte Dansk Superliga klub FC Midtjylland, at de havde skrevet under på en femårig kontrakt med Kaba.